# کاراکیلیچ (قره‌عیسی‌لی)
کاراکیلیچ (به ترکی استانبولی: Karakılıç) یک منطقهٔ مسکونی در ترکیه است که در کارایسالی واقع شده‌است.